# Ljubinko Drulović
Ljubinko Drulović (en serbe en écriture cyrillique : Љубинко Друловић), né le 11 septembre 1968 à Nova Varoš (Yougoslavie aujourd'hui en Serbie), est un footballeur serbe, qui évoluait au poste de milieu offensif gauche en équipe de Yougoslavie.

## Biographie
Il a été l'entraîneur du club portugais de GD Tourizense durant la saison 2006-07. Le 23 avril 2015, il est nommé sélectionneur national de la Macédoine.
Le 15 octobre 2015, après avoir quitté son poste de sélectionneur, il est annoncé comme nouvel entraîneur du  Partizan Belgrade, remplaçant ainsi Zoran Milinković, démissionnaire.
Drulović a marqué trois buts lors de ses trente-huit sélections avec l'équipe de Yougoslavie entre 1996 et 2001. Il dispute son premier tournoi majeur lors de la Coupe du monde 1998. Convoqué pour disputer l'Euro 2000, il marque un but face à la Slovénie lors du premier tour. 

## Palmarès

### En équipe nationale
- 38 sélections et 3 buts avec l'équipe de RF Yougoslavie entre 1996 et 2001.

### Avec le FC Porto
- Champion du Portugal en 1995, 1996, 1997, 1998 et 1999.
- Vainqueur de la Coupe du Portugal en 1994, 1998, 2000 et 2001.
- Vainqueur de la Supercoupe du Portugal en 1993, 1994, 1996, 1998 et 2001.